# Joni Vastamäki
Joni Vastamäki (ur. 8 stycznia 1975 w Helsinkach) – fiński snowboardzista. Nie startował na igrzyskach olimpijskich. Na mistrzostwach świata najlepszy wynik uzyskał na mistrzostwach w Madonna di Campiglio, gdzie zajął 15. miejsce w gigancie równoległym. Najlepsze wyniki w Pucharze Świata osiągnął w sezonie 2003/2004, kiedy to zajął 15. miejsce w klasyfikacji generalnej.

## Sukcesy

### Mistrzostwa Świata
| Miejsce | Dzień       | Rok  | Miejscowość          | Konkurencja       | Zwycięzca           |
| ------- | ----------- | ---- | -------------------- | ----------------- | ------------------- |
| 18.     | 22 stycznia | 2001 | Madonna di Campiglio | Gigant            | Jasey-Jay Anderson  |
| 15.     | 24 stycznia | 2001 | Madonna di Campiglio | Gigant równoległy | Nicolas Huet        |
| 34.     | 26 stycznia | 2001 | Madonna di Campiglio | Slalom równoległy | Gilles Jaquet       |
| DNF     | 28 stycznia | 2001 | Madonna di Campiglio | Snowboardcross    | Guillaume Nantermod |
| 30.     | 13 stycznia | 2003 | Kreischberg          | Gigant równoległy | Dejan Košir         |
| DSQ     | 14 stycznia | 2003 | Kreischberg          | Slalom równoległy | Siegfried Grabner   |
| 30.     | 19 stycznia | 2003 | Kreischberg          | Snowboardcross    | Xavier de Le Rue    |
| 20.     | 18 stycznia | 2005 | Whistler             | Gigant równoległy | Jasey-Jay Anderson  |
| 18.     | 19 stycznia | 2005 | Whistler             | Slalom równoległy | Jasey-Jay Anderson  |

### Puchar Świata

#### Miejsca w klasyfikacji generalnej
- 1998/1999 – 98.
- 1999/2000 – 21.
- 2000/2001 – 23.
- 2001/2002 – 23.
- 2002/2003 – 16.
- 2003/2004 – 15.
- 2004/2005 – –
- 2005/2006 – 223.

#### Miejsca na podium
1. Zell am See – 3 grudnia 1999 (Snowcross) – 1. miejsce
2. Sapporo – 20 lutego 2000 (Snowcross) – 3. miejsce
3. Tignes – 17 listopada 2000 (Snowcross) – 1. miejsce